# Sagex
Pour les articles homonymes, voir Polystyrène (homonymie).
Sagex est une marque déposée par la société suisse Sager AG, communément utilisée dans ce pays pour désigner le polystyrène expansé (PSE).
Il est similaire au Styropor, inventé par BASF dans les années 1950.